# Golva
Golva è un centro abitato (city) degli Stati Uniti d'America, situato nella Contea di Golden Valley, nello Stato del Dakota del Nord. Nel censimento del 2000 la popolazione era di 106 abitanti. La città è stata fondata nel 1915. Il nome deriva dalle prime lettere del nome della contea, Golden Valley.

## Geografia fisica
Secondo i rilevamenti dell'United States Census Bureau, la località di Golva si estende su una superficie di 0,90 km², tutti occupati da terre.

## Popolazione
Secondo il censimento del 2000, a Golva vivevano 106 persone, ed erano presenti 28 gruppi familiari. La densità di popolazione era di 121,5 ab./km². Nel territorio comunale si trovavano 71 unità edificate. Per quanto riguarda la composizione etnica degli abitanti, il 98,11% era bianco e l'1,89% apparteneva a due o più razze.
Per quanto riguarda la suddivisione della popolazione in fasce d'età, il 29,2% era al di sotto dei 18, l'1,9% fra i 18 e i 24, il 27,4% fra i 25 e i 44, il 29,2% fra i 45 e i 64, mentre infine il 12,3% era al di sopra dei 65 anni di età. L'età media della popolazione era di 39 anni. Per ogni 100 donne residenti vivevano 89,3 maschi.